# Římskokatolická farnost Uherský Ostroh
Římskokatolická farnost Uherský Ostroh je územní společenství římských katolíků s farním kostelem svatého Ondřeje v děkanátu Uherské Hradiště.

## Historie farnosti
První písemná zmínka o obci pochází z roku 1286. Zřejmě brzy po jeho založení byl vybudován původní kostel. Ten byl v polovině 18. století zbořen a na jeho místě byl postaven v letech 1751 až 1758 dnešní farní kostel svatého Ondřeje.

## Duchovní správci
K březnu 2016 byl farářem R. D. Mgr. Karel Šenk. Od roku 2022 jej ve farnosti vystřídal farář R. D. Mgr. Jan Bleša. Od července roku 2024 je novým duchovním správcem ustanoven R. D. Mgr. Michal Šálek.

## Bohoslužby
Ve farním kostele se bohoslužby konají kromě úterý každý den. .

## Aktivity ve farnosti
Pravidelně se konají duchovní obnovy, biblické hodiny, setkání společenství, výuka náboženství, při bohoslužbách zpívá schola mládeže i chrámový sbor. Farnost je zapojena do projektu Noc kostelů. 
Od roku 2008 pořádá farnost farní ples.
V říjnu roku 2023, za působení otce Jana, se ve farnosti konaly lidové misie, při nichž byl mj. postaven na farní zahradě u řeky Moravy misijní kříž.